# Bālāband
Bālāband (persiska: بالابند) är en ort i Iran.   Den ligger i provinsen Mazandaran, i den norra delen av landet, 140 km nordväst om huvudstaden Teheran. Bālāband ligger 586 meter över havet och antalet invånare är 365.
Terrängen runt Bālāband är kuperad åt nordost, men åt sydväst är den bergig.Runt Bālāband är det ganska tätbefolkat, med 116 invånare per kvadratkilometer. Närmaste större samhälle är Tonekābon, 13,9 km öster om Bālāband. I omgivningarna runt Bālāband växer i huvudsak blandskog.